# Maciej Mielżyński (kasztelan śremski)
Maciej Mielżyński (ur. 1636, zm. 1697) – kasztelan śremski w latach 1683–1697, chorąży wschowski od 1670 roku (zrezygnował przed 3 lutego 1671 roku), uczestnik bitwy pod Wiedniem
W 1683 r. nabył od Rogalińskich za 54 tys. zł majątki Woźniki i Borzysław. Jako husarz chorągwi wielkopolskiej wziął udział w Bitwie pod Wiedniem. Zmarł w Gościeszynie 11 kwietnia 1697.

## Rodzina
Po raz pierwszy ożenił się w 1662 z Jadwigą z Łąckich, która zmarła po porodzie z dzieckiem. W 1667 poślubił Elżbietę Baranowską. Z tego małżeństwa urodził się syn Krzysztof, który dał początek pawłowickiej linii Mielżyńskich. Ich drugim synem był Franciszek Mielżyński. W 1684 ożenił się po raz trzeci tym razem z Katarzyną z Mycielskich.